# Advanced Engineering
Advanced Engineering est une écurie de sport automobile italienne.

## Historique
Début juin 2008, la Ferrari F430 GTC remporte la deuxième course de la manche de Spa-Francorchamps dans le championnat International GT Open.
En novembre 2008, l'écurie remporte les 6 Heures de Vallelunga avec une Ferrari F430 GTC pilotée par Marco Cioci, Maurizio Mediani et Piergiuseppe Perazzini.
En 2009, l'écurie participe au championnat International GT Open,.
Au mois d'avril, la Ferrari F430 GTC de l'écurie remporte la première course de la manche d'Imola.
La même année, pour les 24 Heures du Mans, Advanced Engineering est présent aux côtés de l'écurie Team Seattle, en tant que soutient technique.
En juillet, l'écurie réalise la pole position pour la première course du week-end de Donington.